# Quassim Cassam
Quassim Cassam (* 31. ledna 1961, Mombasa, Keňa) je britský filozof a profesor filozofie na univerzitě ve Warwicku. Píše a věnuje se metafyzice, filosofii mysli a epistemologii.

## Život
Quassim Cassam se narodil v Mombase v Keni, ale většinu svého dospělého života strávil ve Velké Británii. Na Keble College v Oxfordu vystudoval filosofii, politiku a ekonomii. V roce 1985 zde získal doktorát za disertační práci o transcendentálních argumentech. V současnosti (2021) působí na University of Warwick ve Velké Británii.

## Dílo
Prvotina Self and World z roku 1997 je pokusem dokázat, že vědomí sebe sama jako tělesa ve světě je nutnou součástí já jakožto subjetku. V monografie Self-Knowledge for Humans z roku 2014 se věnuje iracionálním postojům, kterým lidé podléhají a konfrontuje je s tradičními modely sebevědomí.
Po roce 2015, kdy publikoval ve vědeckém časopise Aeon článek o rozumových schopnostech konspiračních teoretiků, se jeho pozornost obrací k postpravdě, konspiračním teoriím a jejich vlivu na politiku a společnost. V roce 2019 se v eseji Vices of the Mind: From the Intellectual to the Political věnuje povahovým rysům, které brání a škodí lidskému poznání. Ve stejném roce vydává knihu Conspiracy Theories (česky Konspirační teorie v ediční řadě Dnešní svět nakladatelství Filosofia), kde vědecky, avšak srozumitelně zkoumá a objasňuje povahu soudobých konspiračních teorií a zabývá se jejich důsledky i popularitou.